# Myron Coureval Fagan
Myron Coureval Fagan (31 octobre 1887 - 12 mai 1972) est un dramaturge, réalisateur et producteur de cinéma américain. Il fut également essayiste de théories du complot, anticommuniste fervent et l'un des premiers propagateurs des théories du complot Illuminati.

## Biographie
Myron Coureval Fagan fut le mari de Minna Gombell.
Il fut inspiré par John Thomas Flynn pour ses essais conspirationnistes.
Entre 1967 et 1968, Fagan enregistra The Illuminati and the Council on Foreign Relations sur trois disques vinyles, prétendant documenter les activités d'une société secrète nommée « Illuminati » et ses prétendus liens avec le Council on Foreign Relations (CFR).
Il dit confirmer l'authenticité du livre A Racial Program for the Twentieth Century, dont l'existence est très controversée.

## Œuvres

### Théâtre
| 1923 | Thumbs Down                |
| 1924 | Two Strangers From Nowhere |
| 1925 | Mismates                   |
| 1926 | The Little Spitfire        |
| 1927 | Jimmie's Women             |
| 1928 | A Great Power              |
| 1929 | Indescretion               |
| 1930 | Nancy's Private Affair     |
| 1930 | Peter Flies High           |
| 1953 | A Red Rainbow              |

Source: Internet Broadway Database

### Films
| 1926 | Mismates (scénariste)                                               |
| 1929 | The Great Power (scénariste et réalisateur)                         |
| 1931 | Smart Woman (scénariste, adapté de sa pièce Nancy's Private Affair) |
| 1931 | A Holy Terror (scénariste)                                          |

### Livres et articles
| 1932 | Nancy's Private Affair, A comedy in three acts                                                                                |
| 1932 | Peter Flies High, A comedy in three acts                                                                                      |
| 1934 | The Little Spitfire, A comedy-drama in three acts                                                                             |
| 1948 | Red stars in Hollywood: Their helpers, fellow travelers, and co-conspirators                                                  |
| 1948 | Moscow over Hollywood (published by R.C. Cary, Los Angeles)                                                                   |
| 1949 | Moscow marches on in Hollywood (News-bulletin/Cinema Educational Guild)                                                       |
| 1950 | Reds in the Anti-Defamation League (Cinema Educational Guild. News-bulletin, May 1950)                                        |
| 1950 | Reds in "crusade for freedom!" (News bulletin)                                                                                |
| 1950 | Hollywood reds are on the run!                                                                                                |
| 1950 | Documentation of the Red stars in Hollywood.                                                                                  |
| 1950 | Reds in the Anti-Defamation League.                                                                                           |
| 1951 | What is this thing called anti-semitism? (News-bulletin / Cinema Educational Guild)                                           |
| 1951 | Saga of Operation Survival (News-bulletin / Cinema Educational Guild)                                                         |
| 1953 | Hollywood backs U.N. conspiracy                                                                                               |
| 1954 | Red Treason on Broadway (Cinema Educational Guild)                                                                            |
| 1956 | United Nations "on trial" in Washington, D.C (News-bulletin)                                                                  |
| 1962 | Must we have a Cuban "Pearl Harbor?" (News-bulletin / Cinema Educational Guild)                                               |
| 1964 | How Hollywood is brainwashing the people (News-bulletin / Cinema Educational Guild)                                           |
| 1964 | Civil rights, most sinister tool of the great conspiracy (News-Bulletin)                                                      |
| 1965 | How greatest white nations were mongrelized, then negroized: That is the fate planned for the American people (News-bulletin) |
| 1966 | The UN already secret government of U.S.!: Our recall project can smash it! (News-bulletin)                                   |
| 1966 | The complete truth about the "United Nations" conspiracy! (News-bulletin)                                                     |
| 1967 | You must decide fate of our nation!!!: The Negro (CFR) plot is our greatest menace! (News-bulletin)                           |
| 1969 | Proofs of the great conspiracy and how to smash it!!! (News-bulletin / Cinema Educational Guild)                              |